# Pallacanestro Olimpia Milano 1953-1954
Questa voce raccoglie le informazioni riguardanti la Pallacanestro Olimpia Milano, sponsorizzata Borletti, nelle competizioni ufficiali della stagione 1953-1954.

## Verdetti stagionali
- Serie A: 1ª classificata su 12 squadre (20 partite vinte e una pari su 22)[1] Vincitrice scudetto  (9º titolo)

## Roster
- Romeo Romanutti
- Renato Padovan
- Cesare Rubini [2]
- Enrico Pagani
- Sergio Stefanini
- Sandro Gamba
- Giuseppe Sforza
- Galletti
- Alberto Reina
- Riganti